# Oulad Yaacoub
Oulad Yaacoub  (in arabo أولاد يعقوب‎?) è un centro abitato e comune rurale del Marocco situato nella provincia di El Kelâat Es-Sraghna, regione di Marrakech-Safi. Conta una popolazione di 7 143 abitanti (censimento 2014).